# An-Nasr
An-Nasr "O Socorro" (em árabe: سورة النصر) é a centésima décima sura do Alcorão com 3 ayats.
1. إِذَا جَاءَ نَصْرُ اللَّهِ وَالْفَتْحُ
2. وَرَأَيْتَ النَّاسَ يَدْخُلُونَ فِي دِينِ اللَّهِ أَفْوَاجًا
3. فَسَبِّحْ بِحَمْدِ رَبِّكَ وَاسْتَغْفِرْهُ إِنَّهُ كَانَ تَوَّابًا

Transliteração
1. Iza jáa nassr Ulláhi ual fateh
2. Ua raaita nássa iadkhuluna fi dinillahi afuája
3. Fassabih bihamdi rabbika uass taghfirhu ennahu kana tauába.

Tradução
1. Quando chegar o socorro de Deus e a abertura
2. E vire as pessoas entrando em massa na religião de Deus
3. Celebra, então, os louvores do teu Senhor e implora o Seu perdão, porque Ele é Remissório.